# Гламочани (Лакташи)
Гламочани — населенный пункт в общине Лакташи, которая принадлежит энтитету Республике Сербской, Босния и Герцеговина. По результатам югославской переписи населения 1991 года в Гламочанах проживало 1612 человек.

## Население
| 1961                           | 1971 | 1981 | 1991 | - | - | - |
| ------------------------------ | ---- | ---- | ---- | - | - | - |
| 835                            | 994  | 1101 | 1612 | - | - | - |
| Гистограмма динамики населения |      |      |      |   |   |   |

### Национальный состав
1971 год:
- сербы — 821
- хорваты — 19
- югославы — 3
- прочие — 32
- мусульмане — 119

1981 год:
- сербы — 989
- хорваты — 19
- югославы — 60
- прочие — 31
- мусульмане — 2

1991 год:
- сербы — 1231
- хорваты — 20
- югославы — 118
- прочие — 119
- мусульмане — 124